# Ursula Raurin-Kutzner

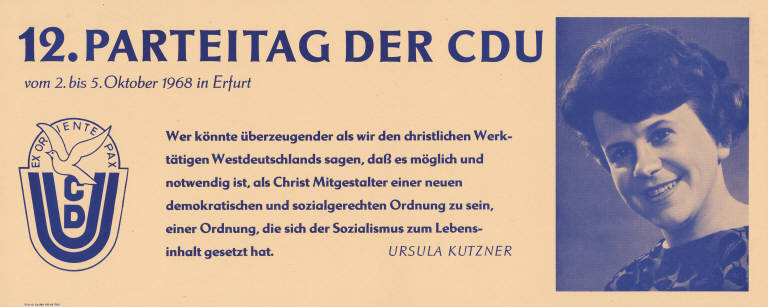
Kandidatenplakat von Ursula Kutzner zum 12. Parteitag der CDU in Erfurt 1968

Ursula Raurin-Kutzner (geborene Kutzner; * 21. Mai 1927 in Habelschwerdt, Provinz Niederschlesien (polnisch seit 1946: Bystrzyca Kłodzka)) ist eine ehemalige Funktionärin der CDU der DDR und Abgeordnete der Volkskammer der DDR.

## Leben
Die Tochter eines Lehrers besuchte nach der Volks- und Mittelschule in Gera eine Frauenfachschule im Gesundheitswesen. Diese Ausbildung wurde durch den Zweiten Weltkrieg unterbrochen. Am 14. Februar 1944 beantragte sie die Aufnahme in die NSDAP und wurde zum 20. April desselben Jahres aufgenommen (Mitgliedsnummer 10.061.440).
Nach 1945 arbeitete Ursula Kutzner für kurze Zeit in der Landwirtschaft. Im August 1945 trat sie in die Christlich-Demokratische Union Deutschlands ein und wurde als Sachbearbeiterin im Kreissekretariat der CDU in Wittenberg tätig. Kurz darauf wurde sie Kreisjugendreferentin und von 1950 bis 1955 Kreissekretärin der CDU in Wittenberg. Von 1955 bis 1956 war sie als Organisationsleiterin und stellvertretenden Bezirksvorsitzende des Bezirksverbandes Gera der CDU. Seit April 1956 war sie in der Abteilung Gesundheitswesen beim Rat des Bezirkes Gera tätig. In dieser Zeit belegte sie im Abendstudium eine Ausbildung als Krankenschwester, welches sie 1958 mit dem das Staatsexamen für die Große Krankenpflege abschloss.
Von 1955 bis 1959 war Raurin-Kutzner Mitglied des Präsidiums des Bezirksfriedensrates Gera. Ab 1959 war sie beim Freien Deutschen Gewerkschaftsbund im Bundesvorstand als Mitarbeiterin tätig.
Von 1978 bis 1981 fungierte sie als Vorsitzende des CDU-Bezirksvorstandes Berlin. Im Anschluss daran war sie als Direktorin für Sozialfragen in der VOB Union Berlin tätig. Sie war Mitglied des Präsidiums des Hauptvorstandes der CDU. Zur Abgeordneten der Volkskammer der DDR wurde sie erstmals bei der Volkskammerwahl 1963 bestimmt und übte diese Tätigkeit bis 1990 aus.
Seit 1983 war sie Mitglied des Zentralvorstandes der Gesellschaft für Deutsch-Sowjetische Freundschaft.

## Ehrungen
- Vaterländischer Verdienstorden in Silber (1978), in Gold (1987)
- Verdienstmedaille der DDR
- Otto-Nuschke-Ehrenzeichen
- Deutsche Friedensmedaille
- Ehrennadel der Nationalen Front
- Ernst-Moritz-Arndt-Medaille
- Fritz-Heckert-Medaille
- Clara-Zetkin-Medaille